# سالم بن حفيظ
سالم بن حفيظ (1288 - 1378 هـ) محدّث ومسند من علماء حضرموت. أقام بقريته مشطة وبذل نفعه للخاص والعام، بتعليم الطالبين وإرشاد الجاهلين وإصلاح ذات البين والسعي في مصالح المسلمين، لا سيما نشر العلم وبذله. كما رحل للدعوة إلى الله إلى إندونيسيا والهند وغرب إفريقيا. وكان كثير التلقي عن المشايخ والعلماء حريصًا على أخذ الحديث بالسند والمسلسلات والاتصال بالشيوخ والرحلة إليهم.

## نسبه
سالم بن حفيظ بن عبد الله بن أبي بكر بن عيدروس بن عمر بن عيدروس بن عمر بن أبي بكر بن عيدروس بن الحسين بن الشيخ أبي بكر بن سالم بن عبد الله بن عبد الرحمن بن عبد الله بن عبد الرحمن السقاف بن محمد مولى الدويلة بن علي بن علوي الغيور بن الفقيه المقدم محمد بن علي بن محمد صاحب مرباط بن علي خالع قسم بن علوي بن محمد بن علوي بن عبيد الله بن أحمد المهاجر بن عيسى بن محمد النقيب بن علي العريضي بن جعفر الصادق بن محمد الباقر بن علي زين العابدين بن الحسين السبط بن علي بن أبي طالب، وعلي زوج فاطمة بنت محمد ﷺ.
فهو الحفيد 36 لرسول الله محمد ﷺ في سلسلة نسبه.

## مولده ونشأته
ولد ببلدة بندواسة بجاوة الشرقية في الخامس والعشرين من شهر شوال سنة 1288 هـ. ونشأ بها إلى أن أخرجه والده منها إلى منطقة مشطة بالقرب من تريم بحضرموت في شهر صفر سنة 1297 هـ، وشرع في قراءة القرآن على يد معلمه الشيخ عبود بن سعيد باشعيب، والده للتعليم بمشطة وهو من السويري، ولما قرأ نحو النصف من القرآن توجه معلمه إلى الحرمين، والده بعده الشيخ عبد الله بن حسن باشعيب من الواسطة، وقرأ عنده ما بقي من القرآن بمعية جملة من الأولاد الصغار. وفي أوائل سنة 1304 هـ رحل به والده إلى تريم لطلب العلم، فأقام بها نحو سنة يتدارس القرآن ويقرأ في المختصرات على بعض مشايخ تريم. ثم في سنة 1305 هـ رحل به والده إلى سيئون لطلب العلم أيضا، وبقي يتردد إلى سيئون نحو سنتين ونصف، وقرأ على جملة من علمائها.

## شيوخه
أخذ عن كثير من الشيوخ ذوي الإسناد العالي، كما أخذ عن كثير من أقرانه ومن هم في سنّه، وأكمل ذلك بالأخذ عن بعض من هم دونه في السن وأدنى منه في الإسناد، وقد بلغ عدد شيوخه الذين أثبتهم في ثبته المسمى «منحة الإله» إلى 149 شيخ. أخذ عنهم وزارهم في بلدانهم في رحلة واسعة قام بها داخل القطر الحضرمي وخارجه إلى الحجاز والشام والمغرب وجنوب شرق آسيا. فمنهم:
| - عيدروس بن عمر الحبشي - عبد الرحمن بن محمد المشهور - علي بن عبد الرحمن المشهور - علي بن محمد الحبشي - أحمد بن حسن العطاس | - عمر بن حسن الحداد - أحمد بن عبد الله بن طاهر - عبد اللّاه بن حسن البحر - محمد علي بن ظاهر الوتري - محمد بن عبد القادر الخطيب - محمد أمين بن أحمد بن رضوان - حسين بن محمد البار | - حسين بن محمد الحبشي - محمد بن أحمد المحضار - محمد بن سالم السري - عيدروس بن حسين العيدروس - علوي بن عبد الرحمن المشهور - أبو بكر بن أحمد الخطيب - عبد القادر بن حسن الحداد - أحمد بن محسن الهدار | - أبو بكر بن محمد السقاف - أحمد بن عبد الرحمن السقاف - عمر بن عبد الله الحبشي - محمد علي بن حسين المالكي - محمد بن هادي السقاف - حسن بن سعيد يماني |

وهناك جماعة تدبج معهم أي تبادل الأخذ منهم فأجازهم وأجازوه، منهم:
| - زين بن عبد الله العطاس - شيخ بن علوي بن شهاب الدين - أحمد بن حسن بن سميط - محسن بن حسين العطاس - عبد الرحمن بن جنيد الجنيد - عبد الباري بن شيخ العيدروس - سالم بن حسين البيحاني - أحمد بن غالب الحامد - عبد الله بن عمر الشاطري - محمد بن حسن عيديد | - أبو بكر بن عبد الله باكثير - عمر بن عبد الرحمن السقاف - عبد الله بن محمد المحضار - حسن بن إسماعيل الحامد - عيدروس بن سالم البار - طه بن علي الحداد - عبد الله بن طاهر الحداد - عمر بن حمدان المحرسي - محمد بن عوض بافضل - علوي بن محمد الحداد | - شيخ بن علوي بن محمد بن شهاب الدين - علوي بن طاهر الحداد - أبو بكر بن سالم البار - علوي بن عبد الله بن شهاب الدين - سالم بن أحمد بن جندان - علوي بن عباس المالكي - عمر بن أحمد بن سميط - أحمد بن سعيد المليباري - طالب بن عبد الله العطاس - علي بن عبد الله الطيب | - محمد الطاهر المشهور - محسن بن عبد الله الحامد - علي بن عبد الله بن جندان - هود بن محسن الحبشي - محمد بن حسن الجيلاني - محمد بن حسين بروم - عبد الرحمن بن سليمان الأهدل - عبد الله بن حسين الهدار - حسن الحلبي - حسين بن سالم العطاس |

## مآثره
في حدود سنة 1331 هـ عمّر مسجد ولد حسن المعروف بمشطة ببنائه رواقين والضاحي وجابيتين والمجاز، وحفر البئر وحوضان لسقي البهائم. وأما السقاية والطهارة فهي من عمارة والده حفيظ. وخلال إقامته بجاوة بنى قبة واسعة على قبر جده لأمه أحمد بن عمر العيدروس في بلد بندواسة. وفي سنة 1363 هـ اختط المقبرة المسماة الروضة بمشطة وبنى بها سقيفة على ثمان سواري من غير الضاحي، ووقف جانبها البحري مسجدا، وحفر بئرا بها وعمّرها وغرس بها نخلا نحو مئة وثلاثين مقلعا. وبنى بها طهارتين وبذل في إكمال عمارتها من نورة وأبواب وغيرها. وكان كثير النساخة، استنسخ كتبا كثيرة، وقد استنسخ بيده بقلم واحد من غير أن يجدده خمسة مصاحف.

## مؤلفاته
وله سبعة من المصنفات كتبها هو بخطه ورتبها وجمعها وبيّضها في حياته وهي:
| - «شجرة آل الشيخ أبي بكر بن سالم» - «منحة الإله في الاتصال ببعض أولياه» - «الرحلة الهندية» | - «مكاتبات الحبيب عبيد الله بن محسن السقاف ووصاياه» - جمع فتاوى شيخه أبو بكر الخطيب المسماة «الفتاوى النافعة في مسائل الأحوال الواقعة» - «مختصر كتاب كشف الحجاب والران» - «مكاتبات الحبيب مصطفى المحضار» |

ولتلميذه عبيد بن سعيد دامس باجبير مجموعان يختصان بشيخه وهما:
- «ترتيب السلوك إلى حضرة ملك الملوك»[9]
- «نبذة من كلام الحبيب سالم ومواعظه»

## ذريته
عرفت أسرته بآل بن حفيظ نسبة إلى والده حفيظ بن عبد الله المتوفى بمشطة سنة 1340 هـ، وأبناؤه تسعة إخوة أسنّهم سالم، وبقيتهم: حسن، وطاهر، وأبو بكر، ومحمد، وعلي، وعمر، وعبد الله، وعثمان. أما سالم بن حفيظ فقد أعقب سبعة من الذكور وست إناث، فأما بنوه: محمد، وأحمد، وعلي، وحفيظ، وحسين، وعبد الله، وعبد القادر الجيلاني.

## وفاته
توفي في فجر السبت التاسع والعشرين من شهر رجب سنة 1378 هـ بمشطة ودفن بها حيث اختط في بلده مشطة محلا لمدفنه، لأن أهل مشطة كانوا يدفنون أمواتهم إما في تريم أو في عينات، ولا تخفى المسافة بين مشطة والبلدين تريم وعينات، فيتعبون لذلك جدا، فأراد أن يريحهم من هذا التعب فاختط محلا يكون مدفنا لأموات أهل مشطة ونواحيها، وبدأ بنفسه أولا وأوصى أن يدفن في ذلك المحل، وسماه الروضة.

### استشهادات
1. ↑  الفلمباني، محمد مختار الدين (1988). بلوغ الأماني في التعريف بشيوخ وأسانيد مسند العصر الشيخ محمد ياسين بن محمد عيسى الفاداني المكي. دمشق، سوريا: دار قتيبة. ص. 104.
2. ↑  "اقامة الحولية الخامسة والخمسون للعلامة الحبيب سالم بن حفيظ بتريم". عدن الغد.
3. ↑  المرعشلي، يوسف عبد الرحمن (2006). نثر الجواهر والدرر في علماء القرن الرابع عشر وبذيله عقد الجوهر في علماء الربع الأول من القرن الخامس عشر (PDF). بيروت، لبنان: دار المعرفة. ج. الأول. ص. 457. مؤرشف من الأصل (PDF) في 2025-01-09.
4. ↑  "عن الحبيب". الحبيب عمر بن حفيظ. مؤرشف من الأصل في 2025-05-14.
5. ↑  السقاف، عبد الرحمن بن عبيد الله (2005). إدام القوت في ذكر بلدان حضرموت. جدة، السعودية: دار المنهاج. ص. 965. مؤرشف من الأصل في 2024-11-19.
6. ↑  السقاف، أحمد بن عبد الرحمن. الأمالي. تريم، اليمن: دار الأصول. ص. 194.
7. ↑  المرعشلي، يوسف عبد الرحمن (2002). معجم المعاجم والمشيخات والفهارس والبرامج والأثبات (PDF). الرياض، السعودية: مكتبة الرشد. ج. الثاني. ص. 508. مؤرشف من الأصل (PDF) في 2023-03-14.
8. ↑  "الفتاوى النافعة في مسائل الأحوال الواقعة ( الطبعة الأولى – 1960م )". الفكر القرآني.
9. ↑  الحبشي، عبد الله بن محمد (2004). مصادر الفكر الإسلامي في اليمن. أبوظبي: المجمع الثقافي. ص. 93.
10. ↑  "الحبيب حفيظ بن سالم بن حفيظ في ذمة الله". شبوة برس.
11. ↑  القضماني، محمد ياسر (2014). السادة آل باعلوي وغيض من فيض أقوالهم الشريفة وأحوالهم المنيفة. دمشق، سوريا: دار نور الصباح. ص. 136.